# Kerstin Brandt
Pour les articles homonymes, voir Brandt.
Kerstin Brandt, née Dedner (née le 9 décembre 1961 à Wismar) est une ancienne athlète est-allemande, spécialiste du saut en hauteur.
Elle gagne le concours de saut en hauteur des championnats d'Europe juniors de 1979 à Bydgoszcz, finit quatrième du Championnats d'Europe d'athlétisme en salle de 1982 et cinquième lors des premiers Championnats du monde d'athlétisme en 1983. Elle a également remporté trois médailles de bronze lors des Championnats d'Allemagne de l'Est en 1979, 1987 et 1988. Elle représentait le club sportif SC Empor Rostock.
Son record personnel est un saut à 1,99 m, réalisé le 21 août 1983 à Londres.

## Biographie

### Palmarès
| Date | Compétition                    | Lieu      | Résultat | Performance |
| ---- | ------------------------------ | --------- | -------- | ----------- |
| 1979 | Championnats d'Europe juniors  | Bydgoszcz | 1er      | 1,87 m      |
| 1982 | Championnats d'Europe en salle | Milan     | 4e       | 1,94 m      |
| 1983 | Championnats du monde          | Helsinki  | 5e       | 1,92 m      |

### Records
| Épreuve         | Performance | Lieu    | Date         |
| --------------- | ----------- | ------- | ------------ |
| Saut en hauteur | 1,99 m      | Londres | 21 août 1983 |